# Falter
Falter (pl. Ćma, Motyl) – tygodnik wydawany w Wiedniu.

## Historia
Powstały w 1977 tygodnik wychodzący w środę. Magazyn został założony przez Waltera Martina Kienreicha. Wydawcą jest Falter Verlagsgesellschaft. Nie ma on przynależności politycznej. Główna siedziba znajduje się w Wiedniu.
Falter z lewicowo-liberalnej perspektywy ukazuje media, politykę, kulturę oraz życie w Wiedniu. Od wiosny 2005 gazeta publikowany jest też w Styrii. Tygodnik ma element naukowy, Heureka, wspierany przez Austriackie Ministerstwo Edukacji i Nauki. W 2007 nadkład wyniósł 63 000 sztuk, a w 2010 liczba egzemplarzy wyniosła 48 000.